# Trópico de Cáncer (novela)
Trópico de Cáncer (Tropic of Cancer) es una novela semiautobiográfica del escritor estadounidense Henry Miller. Publicada en 1934, es su primera y más conocida obra; célebre por sus descripciones sexuales, de gran franqueza y en varias ocasiones de carácter detallado, y se la considera una de las obras maestras de la literatura del siglo XX.

## Trama y estilo
Localizada en Francia, principalmente en el París de los años 1930, es la historia de la vida de Miller malviviendo como escritor. Combinando ficción y autobiografía, algunos capítulos siguen una narrativa estricta y se refieren a amigos, compañeros y lugares de trabajo de Miller. Otros están escritos como un flujo de conciencia o reflexiones. Está escrita en primera persona, como muchas otras de las novelas del autor, y a menudo fluctúa entre el tiempo verbal pasado y presente. Hay numerosos pasajes que describen de forma explícita los encuentros sexuales del narrador, pero el libro no se centra exclusiva en estos.

## Cuestiones legales
En 1964, la Corte Suprema de los Estados Unidos, en el caso Grove Eress, Inc. v. Gerstein, citado Jacobellis v. Ohio (que se celebró el mismo día), anuló los resultados de un tribunal estatal que declaraba obscena la novela.